# Cryphula trimaculata
Cryphula trimaculata är en insektsart som först beskrevs av William Lucas Distant 1882.  Cryphula trimaculata ingår i släktet Cryphula och familjen Rhyparochromidae. Inga underarter finns listade i Catalogue of Life.